# Aksakovo
Aksakovo (bulharsky Аксаково) je město ve východním Bulharsku. Je správním střediskem stejnojmenné obštiny a žije v něm přibližně 7 800 obyvatel.

## Zeměpis
Město se nachází na jižním úpatí Frangenské plošiny, svažující se k Varenskému jezeru, v nadmořské výšce 80–140 metrů.
Klima je mírně kontinentální odpovídající oblasti severního pobřeží Černého moře.
Aksakovo má strategickou polohu: letiště Varna se nachází na území obce, 1,5 km od jeho centra a jižně o něj prochází dálnice Chemus a přímo městem silnice II-29.

## Dějiny
Sídlo nejspíše vzniklo během osmanské nadvlády a její původní název Acemler (Adžemler), což se dá přeložit jako „Peršané“, asi poukazuje na její první obyvatele.
Pravidelné školní vzdělávání je v obci organizováno od roku 1886 a první školní budova byla postavena v roce 1892. Místní kostel Nanebevzetí Panny Marie byl postaven v roce 1899. Na začátku 20. století se v Aksakově začal pěstovat a zpracovávat tabák jako v jedné z prvních vesnic ve zdejší oblasti. V roce 1924 byl poblíž obce postaven hlavní vodovodní přívod do Varny. 14. srpna 1934 byla vesnice přejmenována na Akasakovo podle ruského veřejného činitele Ivana Aksakova, který se aktivně podílel na zahájení rusko-turecké války v letech 1877–1878. V roce 1944 zde ve 300 domech žilo téměř 350 rodin.
V roce 1973 byla postavena nová školní budova, v níž je od roku 1981 provozována střední všeobecně vzdělávací škola. Aksakovo získalo status města 27. května 2004. V roce 2013 bylo v žebříčku „Darik radio“ a novin „24 časa“ označeno za „nejlepší mladé město v Bulharsku“.

## Obyvatelstvo
Níže uvedená tabulka ukazuje vývoj populace města od třicátých let (1934–2021):
| Rok      | 1934  | 1946  | 1956  | 1965  | 1975  | 1985  | 1992  | 2001  | 2011  | 2021  |
| Populace | 1 217 | 1 153 | 1 119 | 1 940 | 5 055 | 6 131 | 7 039 | 7 269 | 7 801 | 7 567 |

K 15. červnu 2025 ve městě žilo 7 777 obyvatel a bylo zde trvale hlášeno 8 294 obyvatel. Podle sčítání z 1. února 2011 bylo národnostní složení následující:
- Bulhaři: 6 754 (97.2 %)
- Turci: 89 (1.3 %)
- Romové: 17 (0.2 %)
- ostatní[p 2]: 89 (1.3 %)